# Vorstendom Kiev
Het vorstendom Kiev was een Zuid-Russisch vorstendom met als zetel Kiev, dat bestond tijdens het tijdperk van het Kievse Rijk en het grootvorstendom Litouwen. In het tijdperk van de oude Roes bekleedde de opperste regering in Kiev de hoogste positie in het laddersysteem van de Ruriken. Na het congres van Ljoebetsj in 1097 was een kenmerk van het vorstendom Kiev de afwezigheid van een eigen vorstelijke dynastie. Takken van de Ruriken uit andere lokale vorstendommen beschouwden de zetel in Kiev als een teken van anciënniteit, wat regelmatig leidde tot bloedige oorlogen om de grootvorstelijke troon in Kiev.

## Gebied
In de 12e en 13e eeuw omvatte het vorstendom Kiev meest landen op de rechteroever van de Dnjepr. De uitzondering was een smalle strook land op de linkeroever met de stad Sakov. In het westen grensde het vorstendom Kiev aan de vorstendommen Galicië en Wolynië, in het noordwesten aan Toerov, in het noordoosten aan Tsjernigov, en in het oosten aan Perejaslavl. Ten zuiden van de bezittingen van Kiev strekte zich Koemanië uit, van waaruit regelmatig aanvallen plaatsvonden op de steden, dorpen en kloosters van het Kievse land. Ter bescherming tegen de nomaden waren er verschillende verdedigingslinies, bestaande uit forten en wallen. Dit waren de verdedigingslinie van Poros (extern) langs de rivier de Ros en de verdedigingslinie van de Stoegna (intern) langs de rivier de Stoegna. Er waren ook verdedigingsforten langs de Dnjepr.
Een kenmerk van het vorstendom Kiev was het grote aantal bojaren-landgoederen met versterkte kastelen, geconcentreerd in het oude land van de Poljanen ten zuiden van Kiev. Om deze landgoederen tegen de Koemanen te beschermen, vestigden zich in de 11e eeuw aanzienlijke massa's nomaden die door de Koemanen van de steppen waren verdreven, langs de rivier de Ros: Torken, Petsjenegen en Berendei, verenigd onder de gemeenschappelijke naam Zwarte Kloboekken. Deze leken vooruit te lopen op de latere Kozakken aan de grens en voerden grensdiensten uit in de stepperuimte tussen de Dnjepr, Stoegna en Ros. Langs de oevers van de Ros ontstonden steden bevolkt door de Zwarte Kloboekken-adel (Joerjev, Tortsjesk, Korsoen, Dveren, enz.). Terwijl ze het land van de Roes verdedigden tegen de Koemanen, namen de Torken en Berendei geleidelijk de Russische taal, cultuur en zelfs het Russische epos over. De Zwarte Kloboekken speelden een belangrijke rol in het politieke leven van Roes in de 12e eeuw en beïnvloedden vaak de keuze voor de ene of de andere vorst.

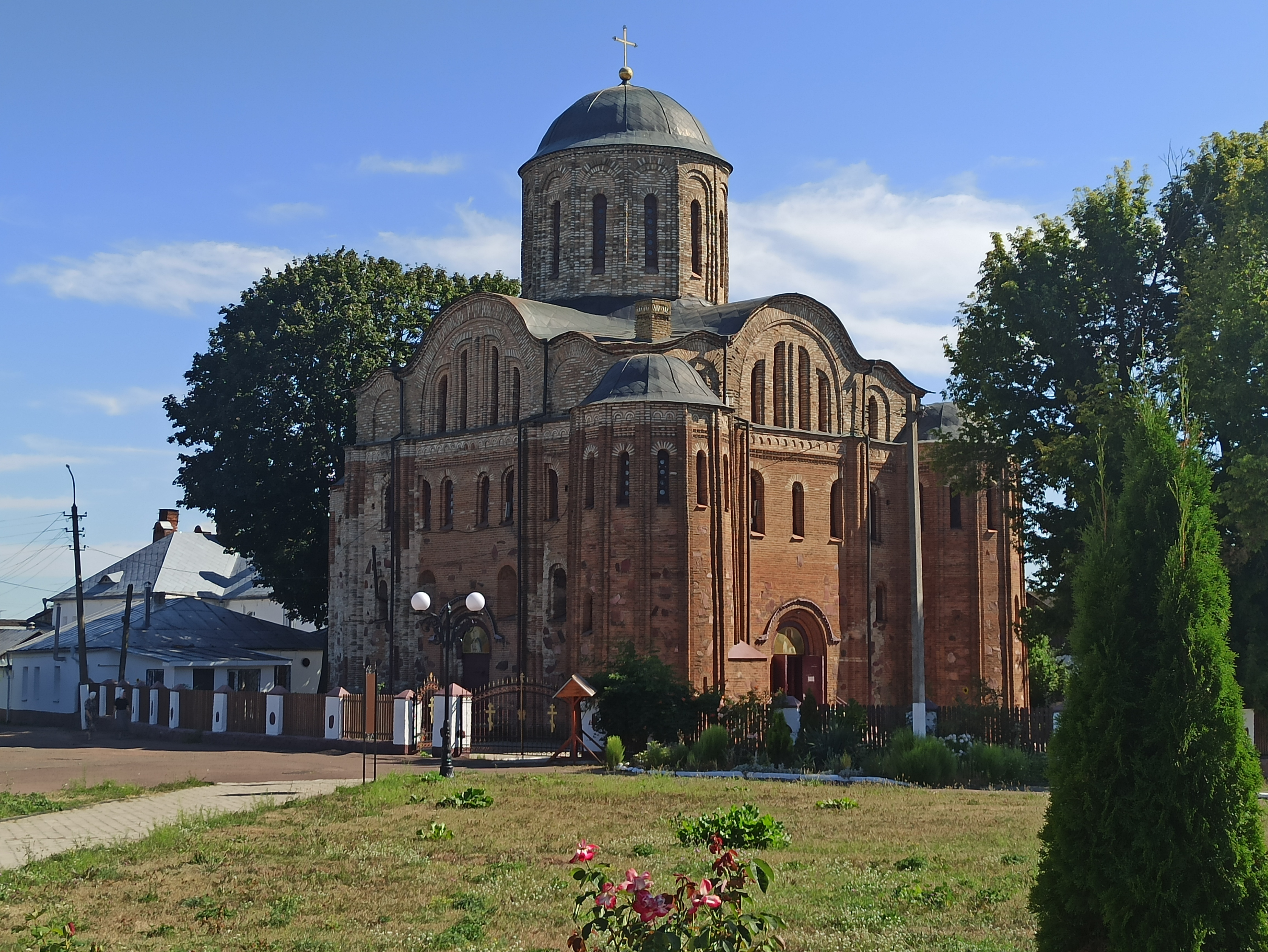
Sint-Basiliuskerk in Ovroetsj (1190)

Het vorstendom Kiev besloeg de voormalige stamlanden van de Poljanen en Drevljanen en was het dichtst bevolkte Russische vorstendom uit het pre-Mongoolse tijdperk. De grote steden Vysjgorod, Belgorod en Vasilkov waren geconcentreerd rond Kiev en beschermden de hoofdstad in het noorden, westen en zuiden. In het noorden van het vorstendom lagen de steden Mozyr, Bragin en Tsjernobyl, in het noordwesten Ovroetsj, Iskorosten en Oesjesk. In de regio Kiev Dnjepr lagen ook de steden Zvenigorod, Toemasjtsj, Krasn, Chalep, Vititsjev, Trepol, Tsjoetsjin, Zaroeb, Ivan-gorod, Svjatopoltsj, Kanev en Roden. De forten langs de Ros omvatten Korsoen, Bogoeslavl, Joerjev, Volodarev, Bakozjin, Tortsjesk en Dveren. In het centrum van het vorstendom ten westen van Kiev lagen de steden Nejatin, Rostovets, Jaropoltsj, Moenarev, Zvizjden, Kotelnitsa, Mitsjesk, Gorodesk en Zjitomel. In het westelijke deel van het vorstendom lagen de steden van het land van Bolochov: Bolochov, Kolodjazjin, Vozvjagl, Semots, Derevitsj, Goebin, Koboed, Mezjibozje, Koedin en Bozjski. Het land van Bolochov scheidde zich aan het begin van de 13e eeuw af van het vorstendom Kiev.
Als onderdeel van het grootvorstendom Litouwen omvatte het vorstendom Kiev veel uitgestrektere Zuid-Russische landen. Nadat de vorstendommen Perejaslavl en Tsjernigov waren opgeheven, begonnen hun voormalige landen tot het vorstendom Kiev te behoren. Aan het einde van de 14e eeuw werd de territoriale reikwijdte van het vorstendom Kiev weerspiegeld in de kroniek "Lijst van Russische steden dichtbij en ver weg". De meest oostelijke stad van Kiev was het niet meer bestaande Korsjev in de regio Orjol, de meest westelijke Korets in de huidige oblast Rivne, de meest noordelijke Mogilev.

## Geschiedenis

### Ineenstorting van het Kievse Rijk
Na de dood van Mstislav de Grote in 1132, tijdens het bewind van Jaropolk Vladimirovitsj, ontstond er een conflict tussen de Mstislavitsjen en Vladimirovitsjen over de Zuid-Russische zetels. De Mstislavitsjen werden gesteund door Vsevolod Olgovitsj, die zo Koersk en Posemje kon terugkrijgen, die verloren waren gegaan tijdens het bewind van Mstislav. Tijdens het conflict verlieten ook Polotsk (1132) en Novgorod (1136) de macht van de Kievse vorst.
Na de dood van Jaropolk in 1139 verdreef Vsevolod Olgovitsj de volgende Vladimirovitsj, Vjatsjeslav, uit Kiev. In 1140 vond de eenwording van het vorstendom Galicië plaats onder de heerschappij van Vladimir Volodarevitsj van Peremysjl. Ondanks de machtsstrijd in Galicië tussen Vladimir en zijn neef Ivan Berladnik in 1144, slaagde de vorst van Kiev er niet meer in de controle over de zuidwestelijke buitengebieden van Rusland te behouden. Na de dood van Vsevolod Olgovitsj (1146) werden de hoven van zijn krijgers geplunderd en zijn broer Igor Olgovitsj gedood (1147). Izjaslav Mstislavitsj (1146-1154 met onderbrekingen) slaagde er door militaire druk en het sluiten van ongelijke verdragen nog in de kern van de bezittingen van Kiev in het zuiden te behouden en enkele andere landen te controleren.
De Kievse bojaren sympathiseerden met de macht van de hogere tak van de afstammelingen van Mstislav de Grote, maar de externe druk was te sterk om de positie van de plaatselijke adel doorslaggevend te laten zijn bij de keuze van vorsten. In 1154 werd Wolynië zelfstandig, in 1157 Perejaslavl, in 1162 Toerov. Daarna werden de steden van het Kievse land zelf (Belgorod, Vysjgorod, Ovroetsj, Tortsjesk, Kanev, Trepol, enz.) het voorwerp van claims van verschillende vorstelijke lijnen. 

### Honderdjarige strijd
In de volgende periode was er een hevige strijd om de regering van Kiev, waarbij van 1146 tot 1246 de vorstelijke zetel 46 keer van eigenaar wisselde, met 24 vorsten daar regerend.
Het belangrijkste conflict vond plaats tussen Monomach's kleinzoon Izjaslav Mstislavitsj van Wolynië en de jongere Monomachovitsj Joeri Dolgoroeki. Izjaslav verjoeg Joeri meerdere keren uit Kiev, maar werd gedwongen rekening te houden met de rechten van zijn oom Vjatsjeslav. Joeri kon zich pas in Kiev vestigen na de dood van zijn neef, maar hij stierf onder mysterieuze omstandigheden (vermoedelijk werd hij vergiftigd door de bevolking van Kiev), waarna de hoven van zijn krijgers werden geplunderd.
Izjaslavs zoon Mstislav leidde de strijd om Kiev tegen Izjaslav Davydovitsj van Tsjernigov (als gevolg van zijn dood door de Zwarte Kloboekken), maar werd gedwongen Kiev af te staan aan zijn oom Rostislav Mstislavitsj van Smolensk. Toen hij na zijn dood (1167) aan de macht kwam en na een lange pauze (1168) de eerste campagne tegen de Koemanen voerde, probeerde hij vervolgens de hele regio van Kiev in zijn handen te concentreren, waardoor de jongere Rostislavitsjen naar de kant van Andrej Bogoljoebski gingen, en Kiev werd in 1169 door diens troepen ingenomen. 
Als Izjaslav Mstislavitsj in 1151 nog verklaarde dat de plaats niet naar de vorst gaat, maar de vorst naar de plaats, waarmee hij zijn poging rechtvaardigde om Kiev met geweld te veroveren van zijn oom Joeri Dolgoroeki, zo installeerde Andrej Bogoljoebski in 1169, nadat hij Kiev had ingenomen, zijn jongere broer Gleb van Perejaslavl daar als vorst. Andrej bleef zelf in Vladimir, en scheidde daarmee voor het eerst de heerschappij van het rijk van de zetel in Kiev. De Smolensker Rostislavitsjen, die zich verschanst hadden in het land van Kiev, waren in staat de pogingen van Andrej hun bezittingen af te veroveren (1173) af te slaan.
In 1181-1194 regeerde een duumviraat van de hoofden van de vorstelijke huizen van Tsjernigov en Smolensk in Kiev: Svjatoslav Vsevolodovitsj, die de zetel van Kiev zelf bezette, en Rjoerik Rostislavitsj, die eigenaar was van het land van Kiev. De Ipatjevkroniek, die de gebeurtenissen op deze manier beschrijft, werd echter aanzienlijk beïnvloed door de zogenaamde Vydoebitskroniek (van het gelijknamige klooster), dicht bij de Smolensker Rostislavitsjen. Zo'n alliantie maakte het voor een korte tijd mogelijk om zichzelf niet alleen te beschermen tegen de invloed van Galicië en Vladimir, maar ook om de interne politieke situatie in deze vorstendommen te beïnvloeden.
In Koemanië werden in de tweede helft van de 12e eeuw kanaten gecreëerd die individuele stammen verenigden. Meestal coördineerde Kiev zijn defensieve acties met Perejaslavl en creëerde daardoor een min of meer verenigde linie Ros - Soela. In dit opzicht ging het belang van het hoofdkwartier van een dergelijke gemeenschappelijke verdediging over van Belgorod naar Kanev. 
Na de dood van Svjatoslav Vsevolodovitsj werd de strijd om Kiev tussen de Tsjernigovse Olgovitsjen en de Smolensker Rostislavitsjen heviger. Rjoerik Rostislavitsj stemde ermee in Vsevolod het Grote Nest te erkennen als de oudste van de Monomachovitsjen. Het jaar daarop gaf Rjoerik aan zijn schoonzoon Roman Mstislavitsj het bezit van een vrij grote volost in de regio Kiev in Porosje, die vijf steden omvatte: Tortsjesk, Trepol, Korsoen, Bogoeslav en Kanev. Vsevolod het Grote Nest, de belangrijkste bondgenoot van Rjoerik, eiste Roman's bezit voor zichzelf op en gaf Tortsjesk aan Rjoeriks zoon Rostislav. Hiermee verstoorde Vsevolod de eenheid van de zuidelijke Monomachovitsjen om de invloed op de zuidelijke aangelegenheden niet te verliezen. De gezamenlijke aanval op het Tsjernigov-Seversk-land vanuit verschillende richtingen dwong de Olgovitsjen om tijdens het leven van Rjoerik en Davyd Rostislavitsj Kiev en Smolensk te verlaten.
De volgende grote verandering in de machtsverhoudingen vond plaats toen Roman in 1199 in Galicië aan de macht kwam. Hij verenigde alle West-Russische landen en crfeëerde het vorstendom Galicië-Wolynië, dat qua omvang niet alleen vergelijkbaar was met de Poolse en Hongaarse koninkrijken, maar zelfs met het Byzantijnse Rijk van zijn tijd. Roman Mstislavitsj was traditioneel een bondgenoot van Vsevolod het Grote Nest.
In 1202 werd Roman door de bevolking van Kiev en de Zwarte Kloboekken uitgenodigd om in Kiev te regeren. In het eerste jaar van zijn regering leidde hij een campagne tegen de Koemanen, waarvoor hij werd vergeleken met zijn voorvader Vladimir Monomach en een held van de Russische heldendichten werd. Op 2 januari 1203 onderging Kiev echter een nederlaag tijdens de strijd met de gecombineerde krachten van de Smolensker Rostislavitsjen, de Olgovitsjen en de Koemanen. Na een gezamenlijke campagne tegen de Koemanen versloeg Roman vervolgens Rjoerik in Ovroetsj en gaf hem een monnikstonsuur, waardoor hij het hele vorstendom in zijn handen concentreerde.
De dood van Roman in 1205 opende een nieuwe fase in de strijd om Kiev, tussen Rjoerik en Vsevolod Svjatoslavitsj Tsjermny van Tsjernigov Deze eindigde onder diplomatieke druk van Vsevolod het Grote Nest in 1210, toen Vsevolod Tsjermny in Kiev zat en Rjoerik in Tsjernigov. Na de dood van Rjoerik in 1212 probeerde Vsevolod Tsjermny de Smolensk Rostislavitsjen hun bezittingen in het zuiden te ontnemen, waarna hij werd verdreven uit Kiev, waar Mstislav Romanovitsj de Oude regeerde.
Kiev bleef het centrum van de strijd tegen de steppevolkeren. Ondanks hun feitelijke onafhankelijkheid stuurden de andere vorstendommen (Galicië, Wolynië, Toerov, Smolensk, Tsjernigov, Seversk, Perejaslavl) troepen naar het trainingskamp van Kiev. De laatste dergelijke samenkomst vond plaats in 1223, op verzoek van de Koemanen tegen een nieuwe gemeenschappelijke vijand, de Mongolen. De Slag aan de Kalka werd door de bondgenoten verloren, waarbij de Kievse vorst Mstislav de Oude stierf samen met 10.000 soldaten. De Mongolen vielen na de overwinning Rusland binnen, maar bereikten Kiev niet, wat een van de doelen was van hun campagne.
Na de Slag aan de Kalka begonnen de vorsten van Smolensk hun invloed in Rusland te verliezen. In 1228-1236 bevond Kiev zich in het centrum van een nieuwe burgeroorlog, die werd beëindigd door de komst van Jaroslav Vsevolodovitsj uit Novgorod naar Kiev in 1236, het jaar van de terugkeer van de Mongolen in Europa.

### Mongoolse invasie
Na de dood van Joeri Vsevolodovitsj in de Slag aan de Sit tegen de Mongolen in maart 1238 verliet Jaroslav Kiev en nam zijn plaats in op de troon van Vladimir .
Aan het begin van 1240, na de vernietiging van het vorstendom Tsjernigov, naderden de Mongolen de linkeroever van de Dnjepr bij Kiev. Ze stuurden een vertegenwoordiging naar de stad met de eis tot overgave. De afgevaardigden werden door de bevolking van Kiev vermoord. De Kievse vorst Michail Vsevolodovitsj van Tsjernigov vertrok naar Hongarije in een mislukte poging om een dynastiek huwelijk en alliantie met koning Bela IV te sluiten.
Rostislav Mstislavitsj, die vanuit Smolensk in Kiev aankwam, werd gevangengenomen door Daniel van Galicië, de zoon van Roman Mstislavitsj, en de verdediging tegen de Mongolen werd geleid door diens duizendman Dmitri. De stad verzette zich van 5 september tot 6 december tegen de verenigde troepen van alle Mongoolse horden. De buitenste versterkingen vielen op 19 november, de laatste verdedigingslinie was de kerk van de Tienden, waarvan de gewelven instortten onder het gewicht van de mensen. Daniel van Galicië ging net als Michail een jaar eerder naar Bela IV met als doel een dynastiek huwelijk en een unie te sluiten, maar ook zonder succes. Na de invasie werd Kiev door Daniel teruggegeven aan Michail. Het Hongaarse leger werd tijdens de Slag bij Mohi in april 1241 door de Mongolen vernietigd. Béla IV vluchtte naar de bescherming van de Oostenrijkse hertog en gaf hem de schatkist en drie Hongaarse comitaten voor zijn hulp.
In 1243 schonk Batu het verwoeste Kiev aan Jaroslav Vsevolodovitsj van Vladimir, erkend als "de oudste vorst van de Roes". In de jaren 40 van de 13e eeuw zat een bojaar van deze vorst, Dmitri Jejkovitsj, in Kiev. Na de dood van Jaroslav werd Kiev overgedragen aan diens zoon, de vorst van Novgorod Alexander Nevski. Dit is de laatste keer dat de stad in de kroniek wordt genoemd als het centrum van het Russische land. Tot het einde van de 13e eeuw bleef Kiev blijkbaar onder controle van de gouverneurs van Vladimir. In de daaropvolgende periode regeerden kleine Zuid-Russische vorsten daar, samen met hen waren de baskaken van de Horde in de stad. Porosje viel onder de vorsten van Wolynië.
Na de val van de Nogai-horde in 1300 omvatte het land van Kiev uitgestrekte gebieden op de linkeroever van de Dnjepr, inclusief Perejaslavl en Posemje, tot aan de Boven-Don, inclusief Koersk. De Poetivl-dynastie (afstammelingen van Svjatoslav Olgovitsj) vestigde zich in het vorstendom.

### Onder het grootvorstendom Litouwen
In 1331 werd een Kievse vorst Fjodor genoemd. Rond deze tijd kwam het vorstendom Kiev binnen de invloedssfeer van het grootvorstendom Litouwen. Over de authenticiteit van de slag bij de Irpen, beschreven in latere bronnen, lopen de meningen uiteen. Sommigen aanvaarden de datering van Stryjkowski als 1319-1320, anderen plaatsen de verovering van Kiev door Gediminas in 1324, ten slotte verwerpen sommigen zoals Vladimir Antonovitsj het feit van de verovering van Kiev door Gediminas volledig, en schrijven het toe aan diens zoon Algirdas in 1362.
Na 1362 zat Algirdas' zoon Vladimir in Kiev, die zich onderscheidde door zijn toewijding aan de orthodoxie en het Russische volk. In 1392 ondertekenden Jagiello en Vytautas het verdrag van Ostrovo, en droegen Kiev over aan Skirgaila Algirdovitsj als compensatie voor het verlies van het gouverneurschap van het grootvorstendom Litouwen (1385-1392). Ook Skirgaila was doordrenkt van Russische sympathieën. Onder hem werd Kiev het centrum van de Russische partij in de Litouwse staat. Skirgaila stierf kort daarop, en de Litouwse grootvorst Vytautas gaf Kiev aan niemand als erfenis, maar benoemde daar een namestnik. Pas in 1440 werd de erfenis van Kiev hersteld, en Vladimirs zoon Olelko werd als vorst geïnstalleerd.
Na diens dood erkende grootvorst Casimir IV de patrimoniale rechten van zijn zonen op het land van Kiev niet, en gaf het alleen als een levenslang leengoed aan de oudste van hen, Simeon. Zowel Olelko als Simeon leverden vele diensten aan het vorstendom Kiev, zorgden voor de interne structuur en beschermden het tegen Tataarse invallen, en genoten grote toewijding onder de bevolking. Toen Casimir na de dood van Simeon de regering niet aan diens zoon of broer overdroeg, maar gouverneur Gasjtold naar Kiev stuurde, boden de Kievanen gewapend verzet. Uiteindelijk moesten ze zich onder protest onderwerpen. 
Casimir schafte het vorstendom Kiev in 1471 af. 
Aan het begin van de 16e eeuw begon vorst Michail Glinski een opstand met als doel de Russische regio's van Litouwen te scheiden. Het volk van Kiev reageerde sympathiek op deze opstand en verleende hulp aan Glinski, maar de poging mislukte. 
Met de vorming van het Pools-Litouwse Gemenebest in 1569 werd Kiev, samen met Wolynië, Podolië en de Dnjepr-regio, een deel van Polen. Kiev werd deel van het woiwodschap Kiev.